# Демін Роман Сергійович
Демін Роман Сергійович — відомий український та радянський режисер-документаліст і сценарист. Був членом Спілки кінематографістів України.
Народився 30 листопада 1938 р. в м. Старокостянтинів Хмельницької обл. в родині службовців. Помер 9 вересня 1995 р. в Києві. Закінчив Всесоюзний державний інститут кінематографії (1966). З 1965 р. був режисером студії «Київнаукфільм». Зробив вагомий внесок в розвиток української та радянської кінематографії. Отримав визнання за кордоном. Був нагороджений призами на всесоюзних і міжнародних кінофестивалях.

## Фільмографія
Створив стрічки:
- «Підземний транспорт» (1966),
- «Виробництво парафіна»,
- «Косметика для металів» (1967),
- «Розповідь психотерапевта»,
- «Нові електроди для зварювання»,
- «Зварювання порошковим дротом» (1968),
- «Людина на землі» (1969),
- «Газове зварювання металів» (1970),
- «Дельфін»,
- «Службу несуть автомати»,
- «Автоматичні лінії і машини» (1971),
- «Топка XXI століття» (1972, Срібна медаль та Диплом міжнародного кінофестивалю в Будапешті, 1973),
- «Плюс все життя» (1973),
- «Головний рекорд» (1978, Приз VII Всесоюзного кінофестивалю спортивних фільмів, Ленінград, 1978),
- «Я живу знову»,
- «Трудовий процент» (1975),
- «Лицарі вашого подвір'я» (1977),
- «Новий спосіб виробництва литих заготовок штампів» (1981) та ін.